# Acacia producta
Acacia producta é uma espécie de leguminosa do gênero Acacia, pertencente à família Fabaceae.